# ブロモベンゼン
ブロモベンゼン (bromobenzene) はハロゲン化アリールのひとつ。黄色がかった透明の液体で、芳香を持つ。消防法に定める第4類危険物 第2石油類に該当する。

## 合成
臭素とベンゼンの芳香族求電子置換反応によって生成し、このとき臭化水素を副産物とする。通常は鉄の塩などの触媒が用いられる。

## 利用
ブロモベンゼンはグリニャール試薬のひとつ、C6H5MgBrを調製するときの原料として使われる。このグリニャール試薬を中間体として、例えば二酸化炭素と反応させて安息香酸を作ったりできる。ブロモベンゼンはまた薬品の製造にも用いられる。

## 薬理学
ブロモベンゼンは人体にとって有毒で、吸引、摂取、もしくは皮膚から吸収すると肝臓と神経に害を受ける。